# Eschwege
Eschwege è un comune tedesco di 19 472 abitanti situato nel land dell'Assia.
È attraversato dal fiume Werra.